# Nationale Selbstverteidigung
Nationale Selbstverteidigung (deutsch für Narodna Samooborona) war eine politische Bewegung bzw. Partei in der Ukraine. Sie wurde im Dezember 2006 von Jurij Luzenko gegründet.
Luzenko war zunächst Mitglied der Sozialistischen Partei der Ukraine (SPU), die gemeinsam mit der Partei Unsere Ukraine und dem Block Julia Timoschenko gegen die Fälschungsversuche bei den Präsidentschaftswahlen in der Ukraine 2004 kämpfte. Luzenko war Innenminister in der Regierung Julija Tymoschenkos nach der so genannten „Orangen Revolution“. Als seine Partei die Fronten wechselte und eine Regierung mit der Partei der Regionen Wiktor Janukowytschs bildete, verließ Luzenko die SPU und gründete die Narodna Samooborona.
Bei den Parlamentswahlen 2007 trat die Nationale Selbstverteidigung gemeinsam mit der Partei Unsere Ukraine von Präsident Juschtschenko und anderen Parteien als Wahlblock Unsere Ukraine – Nationale Selbstverteidigung an. Die Mitgliedsparteien dieser Wahlallianz haben sich verpflichtet, sich nach den Wahlen zu einer Partei zu vereinigen.